# Hana Pastejříková
Hana Pastejříková (* 2. März 1944 in Prag) ist eine tschechische Filmschauspielerin. 
Sie spielte neben tschechischen Fernsehfilmen auch bei dem deutschsprachigen Fernsehfilm Ein Stück Himmel mit. 

## Filmografie
- 1971  … und ich grüße die Schwalben	(tschech.:... A POZDRAVUJI VLASTOVKY)
- 1973 Die Sünde der Katarina Padychova	(tschech.:... HRIECH KATARINY PADYCHOVEJ)
- 1979 Und dann laufe ich bis ans Ende der Welt	(tschech.:A POBEZIM AZ NA KRAJ SVETA engl.: I WILL RUN AT THE END OF THE WORLD)
- 1982 Ein Stück Himmel